# 통행료

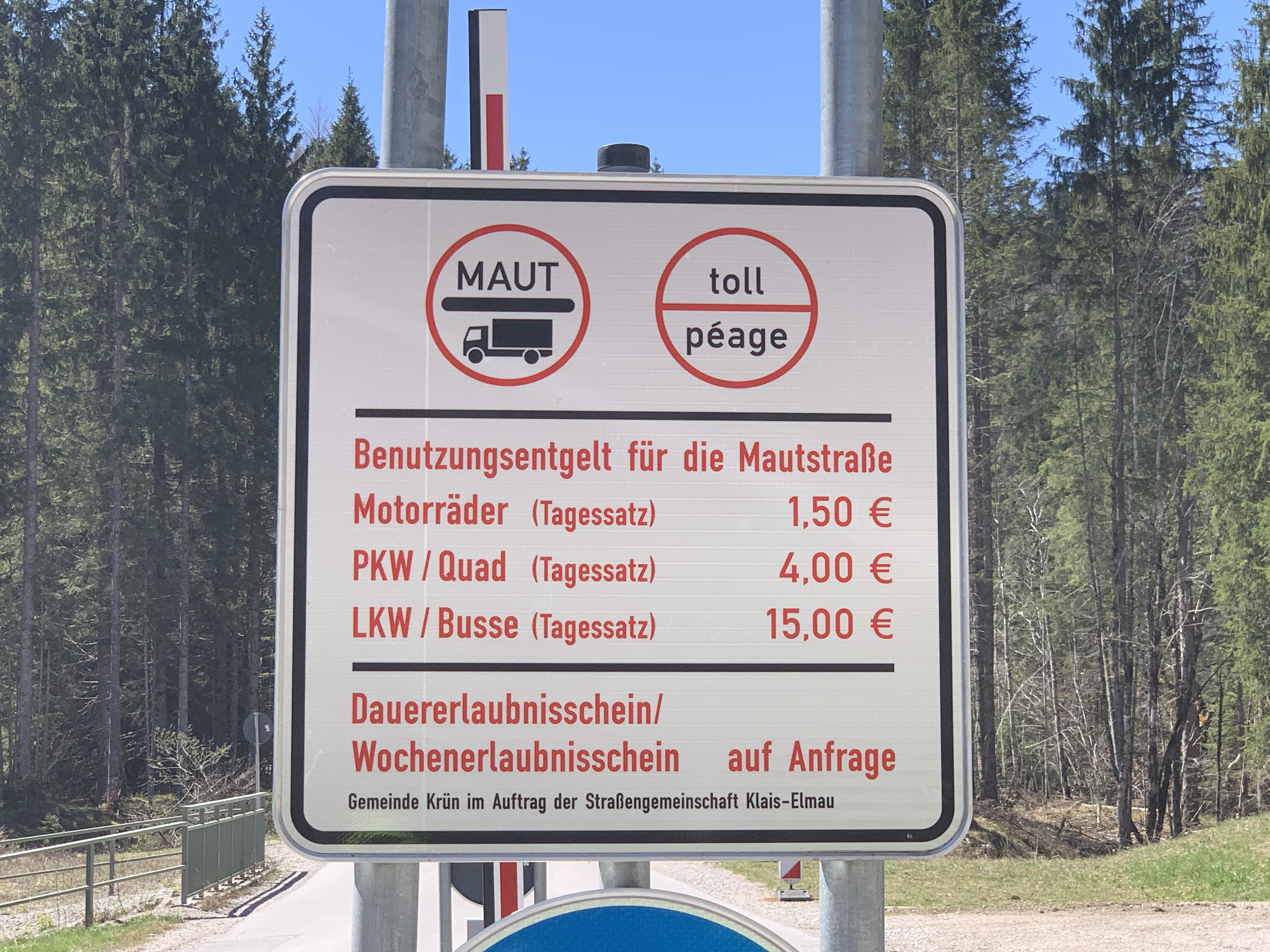

통행료(通行料, toll)는 도로나 수로를 이용할 때 부과되는 금액이다.

## 역사
통행료는 일반적으로 다리, 게이트 등 전략적인 장소에서 지불되어야 했다. 유럽에서 통행료는 게르만족 시기로 거슬러 올라가며, 게르만족은 산을 건너고 싶은 여행자들에게 금액을 부과하였다. 그 당시부터 통행료는 중세 시대에, 특히 신성로마제국에서 일상화되었다. 이 제국은 통행 시스템이 있었고 수많은 요금소가 도로 위에 설립되었으며 약간의 통행료가 징수되었다.

## 전자 요금 징수
전자 요금 징수는 유료 도로, 다인승차량전용차로, 유료교(교량 통행료), 유료 터널을 사용할 때 차량에 부과되는 금액을 자동으로 수집하기 위한 무선 시스템이다. 차량을 멈추고 운전자가 수동으로 현금이나 카드 수단으로 금액을 지불해야 하는 요금소를 대체하는 더 빠른 대안이다.

## 같이 보기
- 외레순 통행료

## 참고 자료
- Button, Kenneth J. (2010). 《Transport Economics 3rd Edition》. Edward Elgar Publishing, Cheltenham, UK. ISBN 978-1-84064-191-2. (See Chapter 9: Optimizing Traffic Congestion)
- Santos, Georgina (editor) (2004). 《Road Pricing, Volume 9: Theory and Evidence (Research in Transportation Economics)》. JAI Press. ISBN 978-0762309689.
- Schade, Jens; Schlag, Bernhard (editors) (2003). 《Acceptability of Transport Pricing Strategies》. Emerald Group Publishing, Bingley, West Yorkshire. ISBN 978-0080441993.
- Small, Kenneth A.; Verhoef, Erik T. (2007). 《The Economics of Urban Transportation》. Routledge, New York. ISBN 978-0-415-28515-5. (See Chapter 4: Pricing)
- Smeed, R.J. (1964). 《Road pricing: the economic and technical possibilities》. HMSO.
- Verhoef, Erik T.; Bliemer, Michiel; Steg, Linda; Van Wee, Bert (editors) (2008). 《Pricing in Road Transport: A Multi-Disciplinary Perspective》. Edward Elgar Publishing, Cheltenham, UK. ISBN 978-1845428600.
- Walters, A. A. (1968). 《The Economics of Road User Charges》. World Bank Staff Occasional Papers Number Five, Washington, D.C. ISBN 978-0-8018-0653-7.